# Samantha Morton
Samantha Jane Morton, född 13 maj 1977 i Nottingham, England, är en brittisk skådespelare och regissör. Som regissör belönades hon 2010 med en BAFTA Award för TV-filmen The Unloved. Från 2019 till 2020 spelade Morton rollen som Alpha i The Walking Dead.

## Biografi
Samantha Morton föddes i Nottingham 1977. När hon var tre år gammal skildes hennes föräldrar. De gifte om sig men ingen av dem ville till slut ta hand om Morton, som kom till fosterhem. Morton gav sig in i skådespelarkarriären tidigt och hon medverkade i ett antal tv-program och så småningom även i filmer.

### Privatliv
Morton hade ett förhållande med skådespelaren Charlie Creed-Miles 1999–2000. De fick dottern Esme år 2000. Från 2005 har hon en relation med filmskaparen Harry Holm – son till skådespelaren Ian Holm – och fick dottern Edie 2008 och sonen Theodore 2012.

## Filmografi i urval
- 1991 – Soldier Soldier (TV-serie)
- 1994 – Cracker (TV-serie)
- 1996 – Emma
- 1997 – Under the Skin
- 1997 – Jane Eyre (TV-film)
- 1997 – Tom Jones (TV-serie)
- 1999 – Dur och moll
- 1999 – Jesus' Son
- 1999 – Obsession
- 1999 – The Last Yellow
- 2000 – Pandaemonium
- 2001 – Eden
- 2002 – Minority Report
- 2002 – Drömmarnas land
- 2002 – Morvern Callar
- 2003 – Code 46
- 2004 – Kärlekens raseri
- 2004 – The Libertine
- 2005 – River Queen
- 2005 – Lassie
- 2006 – Longford
- 2006 – Free Jimmy
- 2007 – Control
- 2007 – Elizabeth: The Golden Age
- 2007 – Mister Lonely
- 2008 – Synecdoche, New York
- 2008 – The Daisy Chain
- 2009 – The Messenger
- 2012 – John Carter
- 2012 – Cosmopolis
- 2013 – Decoding Annie Parker
- 2013 – The Harvest
- 2014 – Miss Julie
- 2015 – Cider med Rosie (TV-film)
- 2015 – The Last Panthers (TV-serie)
- 2016 – Fantastiska vidunder och var man hittar dem
- 2016 – Rillington Place (TV-serie)
- 2017 – Harlots (TV-serie)
- 2019–2020 – The Walking Dead (TV-serie)
- 2022 – The Whale
- 2025 – Anemone
- 2026 – The Odyssey
- 2026 – The Entertainment System is Down

## Övrigt
Samantha Morton har  medverkat i musikvideor som U2:s Electrical Storm i regi av Anton Corbijn och The Horrors Sheena Is a Parasite i regi av Chris Cunningham.